# Naisten II-divisioona 2021
La Naisten II-divisioona 2021 è la 6ª edizione del campionato di football americano di terzo livello femminile, organizzato dalla SAJL.

## Squadre partecipanti
| Club               | Città       | Stadio | Sponsor ufficiale | Risultato nella stagione 2020 |
| ------------------ | ----------- | ------ | ----------------- | ----------------------------- |
| Hämeenlinna Tigers | Hämeenlinna |        |                   |                               |
| Porvoon Butchers   | Porvoo      |        |                   |                               |
| Lahti Panthers     | Lahti       |        |                   |                               |

## Stagione regolare

### Calendario

#### 1ª giornata
Giornata rinviata.

#### 2ª giornata
| Hämeenlinna 18 luglio 2021, ore 13:00 | Hämeenlinna Tigers | 32 – 6 | Porvoon Butchers | Meijerin kenttä |

#### 3ª giornata
| Nastola 25 luglio 2021, ore 17:00 | Lahti Panthers | 0 – 56 | Hämeenlinna Tigers | Nastolan urheilukeskus |

#### Recuperi 1
| Porvoo 31 luglio 2021, ore 17:00 | Porvoon Butchers | 44 – 16 | Lahti Panthers | Porvoon pallokenttä |

### Classifica
La classifica della regular season è la seguente:
- PCT = percentuale di vittorie, G = partite giocate, V = partite vinte,  P = partite perse, PF = punti fatti, PS = punti subiti

| Pos. | Squadra            | PCT   | G | V | N | P | PF | PS  |
| ---- | ------------------ | ----- | - | - | - | - | -- | --- |
| 1    | Hämeenlinna Tigers | 1.000 | 2 | 2 | 0 | 0 | 88 | 6   |
| 2    | Porvoon Butchers   | .500  | 2 | 1 | 0 | 1 | 50 | 48  |
| 3    | Lahti Panthers     | .000  | 2 | 0 | 0 | 2 | 16 | 100 |

## VI Finale Naisten II-divisioona
| Hämeenlinna 8 agosto 2021, ore 14:30 | Hämeenlinna Tigers | 60 – 26 | Porvoon Butchers | Meijerin kenttä |

## Verdetti
- Hämeenlinna Tigers Vincitrici della Naisten II-divisioona 2021